# أليسا إيفيموفا
أليسا بوريسوفنا إفيموفا (الروسية:Алиса Борисовна Ефимова ، ولدت في 8 يونيو 1999) لاعبة تزلج روسية في مسابقة الثنائي مع شريكها السابق في التزلج ألكسندر كوروفين، حصلت على الميدالية الفضية لعام في سكيت أمريكا 2018 ، و كأس سي إس نيبيلهورن 2018 و كأس سي إس غولدن سبين في زغرب 2018 وحصلت على الميدالية الفضية مرتين في كأس سي إس تالين (2016 ، 2017).